# 1936 în film
- 1935 în cinematografie — 1936 în cinematografie — 1937 în cinematografie

## Premiere
- Anul 1936 a fost un an prolific pentru cineastul mexican Fernando de Fuentes Carrau; acesta a realizat, în calitatea sa de realizator total de filme (scenarist, editor și regizor) două filme de lung metraj:
  - Las mujeres mandan – (Femeile conduc) și
  - Allá en el Rancho Grande - (Acolo, în ferma mare)

## Premii

### Oscar
- Cel mai bun film:
- Cel mai bun regizor:
- Cel mai bun actor:
- Cea mai bună actriță:
- Cel mai bun film străin:

Articol detaliat: Oscar 1936